# Cửa khẩu Bavet
Cửa khẩu Bavet là cửa khẩu quốc tế đường bộ tại thị xã Bavet, tỉnh Svay Rieng Campuchia.
Cửa khẩu Bavet thông thương với Cửa khẩu Mộc Bài ở xã Lợi Thuận huyện Bến Cầu tỉnh Tây Ninh, Việt Nam 11°04′36″B 106°10′30″Đ / 11,076667°B 106,175°Đ.